# 邏輯益智遊戲
邏輯益智遊戲（logic puzzle）是利用演绎推理進行的智力遊戲，給予一些條件，配合演绎推理找到答案。

## 歷史
邏輯益智遊戲最早是由查爾斯·路特維奇·道奇森製作，他的筆名是路易斯·卡羅，是《愛麗絲夢遊仙境》的作者。查爾斯·路特維奇·道奇森在《邏輯遊戲》（The Game of Logic）一書中提出了一種遊戲，要由「有些灰狗跑的快」和「胖的動物都跑不快」等敘述，推論出「有些灰狗不胖」的結論。
在二十世紀後半，數學家雷蒙·史慕揚在其書中提出了許多邏輯益智遊戲，像史上最難邏輯謎題、嘲笑知更鳥及爱丽丝的谜题（Alice in Puzzle-Land），他也提出著名的騎士與無賴益智問題，其中的騎士只說實話，無賴只說謊話，但不知道誰是騎士，誰是無賴，需根據其問問題的回應推論相關資訊。
也有些邏輯益智遊戲不是用文字來表達的，其中著名的有數獨，在格子上有一些數字，需根據規則推理出所有的數字，數織（nonogram）是利用格子邊緣數字提供資訊，繪畫黑白位图。

## Logic grid益智遊戲

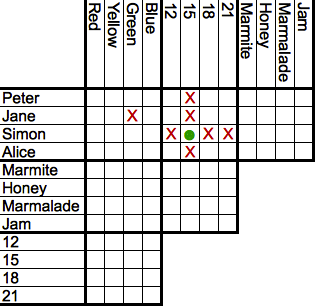
logic puzzle grid，其中已填入的資訊是Simon 15歲，Jane不喜歡綠色

Logic grid puzzles也是邏輯益智遊戲的一種，有些刊登此類益智遊戲的雜誌，題目中會列出情境，要知道的問題（例如誰帶哪一隻狗參加狗展，以及每一隻狗的品種），一些線索（例如「Misty及Rex都不是德國牧羊犬」，以及標識這些線索的格子。讀者可填寫問題線索的矩陣，設法推理此問題。此一遊戲常稱為是「logic grid」益智遊戲。此一遊戲的資料組數可多可少，但組數越多其難度就越高，可能有二組、三組、四組等。
table puzzles是衍生自Logic grid益智遊戲的問題，但加以簡化，沒有標示線索的格子，沒有格子的原因往往是格子太大太複雜，或是已有其他輔助的工具。像斑馬問題就屬於table puzzles，要知道的問題是「誰養斑馬？」

## 外部連結
- 中的“Puzzles”